# نهر جاكوي
نهر جاكوي (Rio Jacuí) هو نهر في ولاية ريو غراندي دو سول في جنوب البرازيل. يفرغ جاكوي في نهر غوبيا، وهو ذراع مصبات لبحيرة لاغوا دوس باتوس، وهي بحيرة ساحلية كبيرة متصلة بالمحيط الأطلسي.